# Copa Constitució 2025
La Copa Constitució 2025 fue la 33ª edición de la Copa Constitució. El torneo comenzó el 11 de enero y finalizó el 25 de mayo de 2025.
El equipo campeón garantizó un cupo en la primera ronda clasificatoria de la Liga Conferencia de la UEFA 2025-26.
Inter Club d'Escaldes obtuvo su tercer título de copa tras vencer al Atlètic Club d'Escaldes por 1-0.

## Primera ronda
| Local                         | Resultado | Visitante                | Fecha       | Hora  | Estadio                           |
| ----------------------------- | --------- | ------------------------ | ----------- | ----- | --------------------------------- |
| U. E. Santa Coloma (1)        | 5 − 0     | City Escaldes F. C. (2)  | 11 de enero | 20:30 | Centre de entrenamiento de la FAF |
| C. F. Esperança d'Andorra (1) | 0 − 2     | F. C. Pas de la Casa (1) | 12 de enero | 12:00 | Centre de entrenamiento de la FAF |
| Inter Club d'Escaldes (1)     | 6 − 0     | Penya Encarnada (1)      | 12 de enero | 12:00 | C. E. Francesc Vila               |
| Rànger's F. C. (1)            | 1 − 0     | C. E. Carroi (1)         | 12 de enero | 16:00 | Centre de entrenamiento de la FAF |
| Atlètic Club d'Escaldes (1)   | 2 − 0     | F. C. Ordino (1)         | 12 de enero | 16:00 | C. E. Francesc Vila               |

## Cuartos de final
| Local                       | Resultado        | Visitante                 | Fecha       | Hora  | Estadio                           |
| --------------------------- | ---------------- | ------------------------- | ----------- | ----- | --------------------------------- |
| F. S. La Massana (1)        | 0 − 2            | U. E. Santa Coloma (1)    | 12 de marzo | 20:30 | Centre de entrenamiento de la FAF |
| F. C. Pas de la Casa (1)    | 0 − 3            | Inter Club d'Escaldes (1) | 12 de marzo | 20:30 | C. E. Francesc Vila               |
| F. C. Santa Coloma (1)      | 1 − 1 (pen. 5-6) | Ranger's F. C. (1)        | 13 de marzo | 20:30 | Centre de entrenamiento de la FAF |
| Atlètic Club d'Escaldes (1) | 5 − 0            | Atlètic Amèrica (2)       | 13 de marzo | 20:30 | C. E. Francesc Vila               |

## Semifinales
| Local                  | Resultado    | Visitante                   | Fecha       | Hora  | Estadio                           |
| ---------------------- | ------------ | --------------------------- | ----------- | ----- | --------------------------------- |
| U. E. Santa Coloma (1) | 1 − 2        | Inter Club d'Escaldes (1)   | 16 de abril | 20:30 | Centre de entrenamiento de la FAF |
| Ranger's F. C. (1)     | 1 − 2 (t.s.) | Atlètic Club d'Escaldes (1) | 17 de abril | 20:30 | Centre de entrenamiento de la FAF |

## Final
| 25 de mayo de 2025 | Inter Club d'Escaldes | 1:0 (0:0) | Atlètic Club d'Escaldes | Estadi FAF, Encampo                           |                                               |
| 18:00              | Raúl Feher 59'        | Reporte   |                         | Árbitro(s): Manuel Antonio Nogueira Fernandes | Árbitro(s): Manuel Antonio Nogueira Fernandes |

| Campeón: Inter Club d'Escaldes 3.º título |

## Goleadores
| Pos. | Jugador          | Club                  | Goles |
| ---- | ---------------- | --------------------- | ----- |
| 1    | Joaquinete       | U. E. Santa Coloma    | 3     |
|      | Alexandre Llovet | Inter Club d'Escaldes | 3     |
|      | Rafinha          | Inter Club d'Escaldes | 3     |